# Мотовун
Мотовун је стари градић у западној Истри, Република Хрватска и седиште истоимене општине у Истарској жупанији. До територијалне реорганизације у Хрватској, налазио се у саставу старе општине Пазин.

## Географија
Налази се неколико километара од обале поред Новиграда. Броји око 1000 становника. Налази се на надморској висини од 277 m. Становништво се бави у највећој мери виноградарством и туризмом. Осим по свом вину, мотовунском „Терану“, Мотовун је познат и по Мотовунском филмском фестивалу.

## Историја
Мотовун је се развио из праисторијског утврђења. У 10. и 11. веку у град је био под влашћу поречких бискупа. Од 1278. град је припадао Млетачкој републици.
Најстарији део града има зидине из 13. и 14. века одакле је леп поглед на околину. На главном скверу данас стоји тврђава са звоном из 13. века. Црква је саграђена у ренесансном стилу по плановима млетачког архитекте Паладија 1600. Већина старих зграда је из 16. и 17. века.

## Становништво
На попису становништва 2011. године, општина Мотовун је имала 1.004 становника, од чега у самом Мотовуну 484.

## Попис1991.
На попису становништва 1991. године, насељено место Мотовун је имало 590 становника, следећег националног састава:
| Попис 1991.‍  | Попис 1991.‍  | Попис 1991.‍ | Попис 1991.‍ | Попис 1991.‍ |
| ------------ | ------------ | ----------- | ----------- | ----------- |
|              |              |             |             |             |
| Хрвати       | Хрвати       |             | 389         | 65,93%      |
| Италијани    | Италијани    |             | 52          | 8,81%       |
| Југословени  | Југословени  |             | 13          | 2,20%       |
| Словенци     | Словенци     |             | 5           | 0,84%       |
| Срби         | Срби         |             | 5           | 0,84%       |
| Мађари       | Мађари       |             | 1           | 0,84%       |
| Црногорци    | Црногорци    |             | 1           | 0,16%       |
| остали       | остали       |             | 3           | 0,50%       |
| неопредељени | неопредељени |             | 16          | 2,71%       |
| регион. опр. | регион. опр. |             | 98          | 16,61%      |
| непознато    | непознато    |             | 7           | 1,18%       |
| укупно: 590  |              |             |             |             |

## Галерија
- Стара црква у Мотовуну
- Улица у Мотовуну